# Jan Podbielski (kompozytor)
Jan Podbielski – polski kompozytor epoki baroku, działający na północno-wschodnim Mazowszu w połowie XVII w. Nie są znane pewne informacje dotyczące jego życia i aktywności muzycznej. Najpewniej należał do rodziny organistów, działających na przełomie XVII i XVIII w. w Królewcu w Prusach Wschodnich.
Jedyny znany utwór podpisany nazwiskiem kompozytora (Joh[annis] Podbielsky) to Praeludium z Warszawskiej Tabulatury Organowej, pochodzącej z II połowy XVII wieku (ok. 1660). Jest to jeden z najwcześniejszych tego rodzaju utworów w muzyce polskiej. Być może część anonimowych utworów zapisanych w tabulaturze jest również dziełem Podbielskiego.
Faktura Praeludium wskazuje, że utwór ten był przeznaczony raczej na klawesyn niż organy, choć w XVII w. instrumenty były traktowane zamiennie.